# Alto del Vino
El Alto del Vino, (2.835 m s. n. m.), también conocido como Puerto del Vino es un puerto de montaña situado en la Cordillera Oriental en la Región Andina en la carretera que conecta al municipio de Villeta con la ciudad de Bogotá, en el departamento de Cundinamarca, Colombia.

## Ciclismo
Este puerto ha formado parte de las principales carreras de ciclismo del país en múltiples ocasiones.
La vertiente que viene desde Villeta, es un exigente puerto de montaña con una longitud de 38 km, una pendiente media de 5,15%, una pendiente máxima de 10% y un desnivel acumulado de 1984 m.
La vertiente que viene desde Bogotá, con 4 km de ascenso y un desnivel acumulado de 200 m se constituye en un puerto de montaña de baja exigencia usado con frecuencia por practicantes del ciclismo.

### Final de etapa de la Vuelta a Colombia
El puerto ha formado parte de la Vuelta a Colombia y solo en 3 ocasiones ha sido usado como final de etapa.
| Año  | Etapa | Distancia | Inicio                          | Fin           | Primero en la cima |
| ---- | ----- | --------- | ------------------------------- | ------------- | ------------------ |
| 2021 | 9     | 87,1      | Mariquita (pasando por Villeta) | Alto del Vino | Darwin Atapuma     |
| 2022 | 7     | 140,4     | Mariquita (pasando por Villeta) | Alto del Vino | Edgar Cadena       |
| 2025 | 9     | 217       | Alvadado (pasando por Villeta)  | Alto del Vino | Bandera de ?       |

F.C.: Fuera de categoría

### Final de etapa del Tour Colombia
El puerto ha formado parte del Tour Colombia como final de etapa.
| Año  | Etapa | Distancia | Inicio                     | Fin           | Primero en la cima |
| ---- | ----- | --------- | -------------------------- | ------------- | ------------------ |
| 2024 | 5     | 138,3     | Cota (pasando por Villeta) | Alto del Vino | Richard Carapaz    |